# Ateneu Romanès
L'Ateneu Romanès (en romanès Ateneul Român) és una sala de concerts situada al centre de Bucarest (Romania). Es va inaugurar l'any 1888, i es va caracteritzar per la peculiar estructura circular del sostre de l'auditori, fet que li va conferir una singularitat especial al Bucarest de finals del segle xix, ja que era l'únic edifici d'aquestes característiques a la capital romanesa. Des dels seus inicis va ser la seu de l'Orquestra Filharmònica de Romania i actualment és la seu de l'Orquestra Filharmònica "George Enescu" i anualment és la sala principal del Festival Internacional que es fa en honor de George Enescu, uns dels més grans compositors i músics romanesos de tots els temps.

## Història

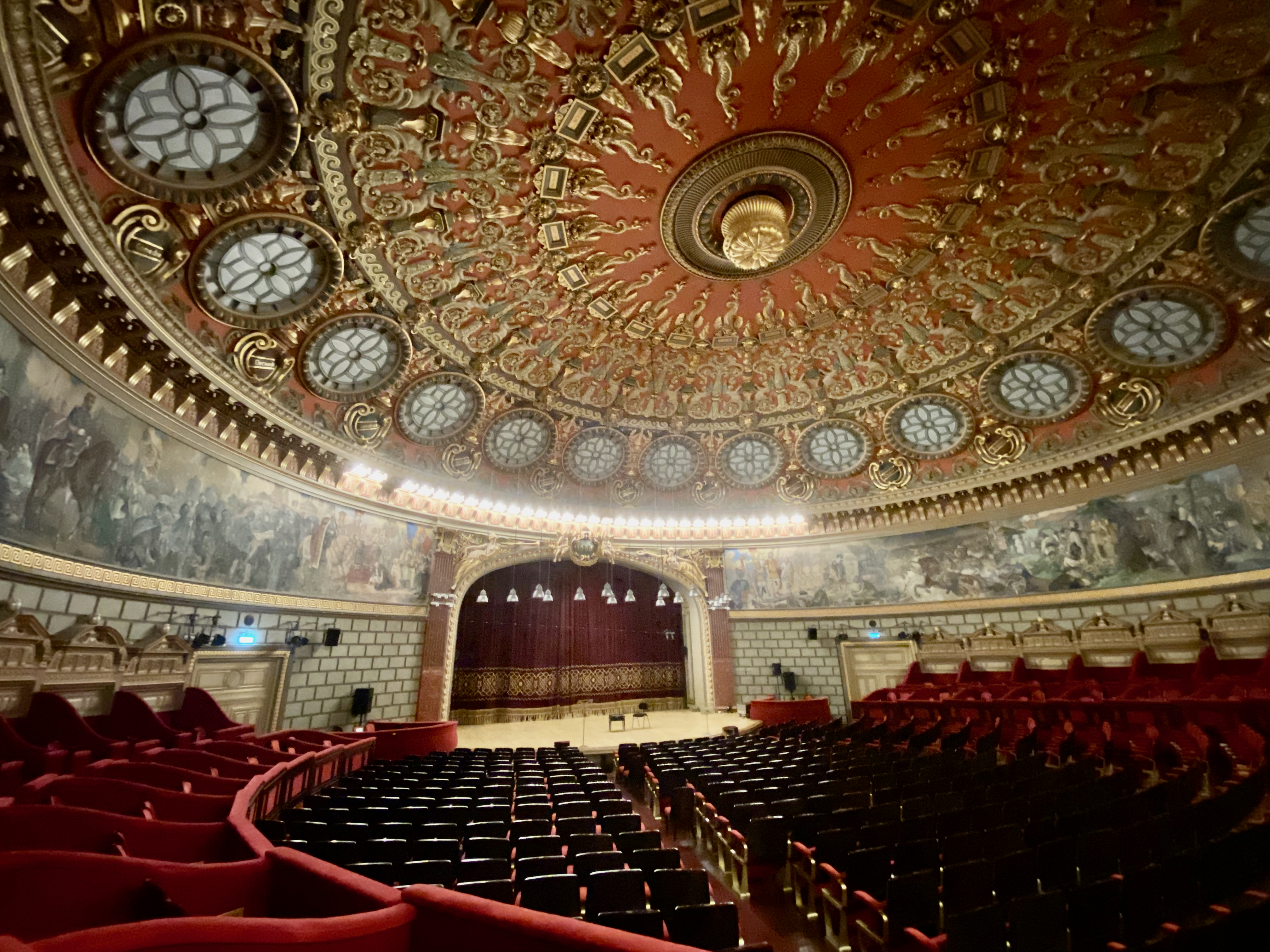
Sala principal

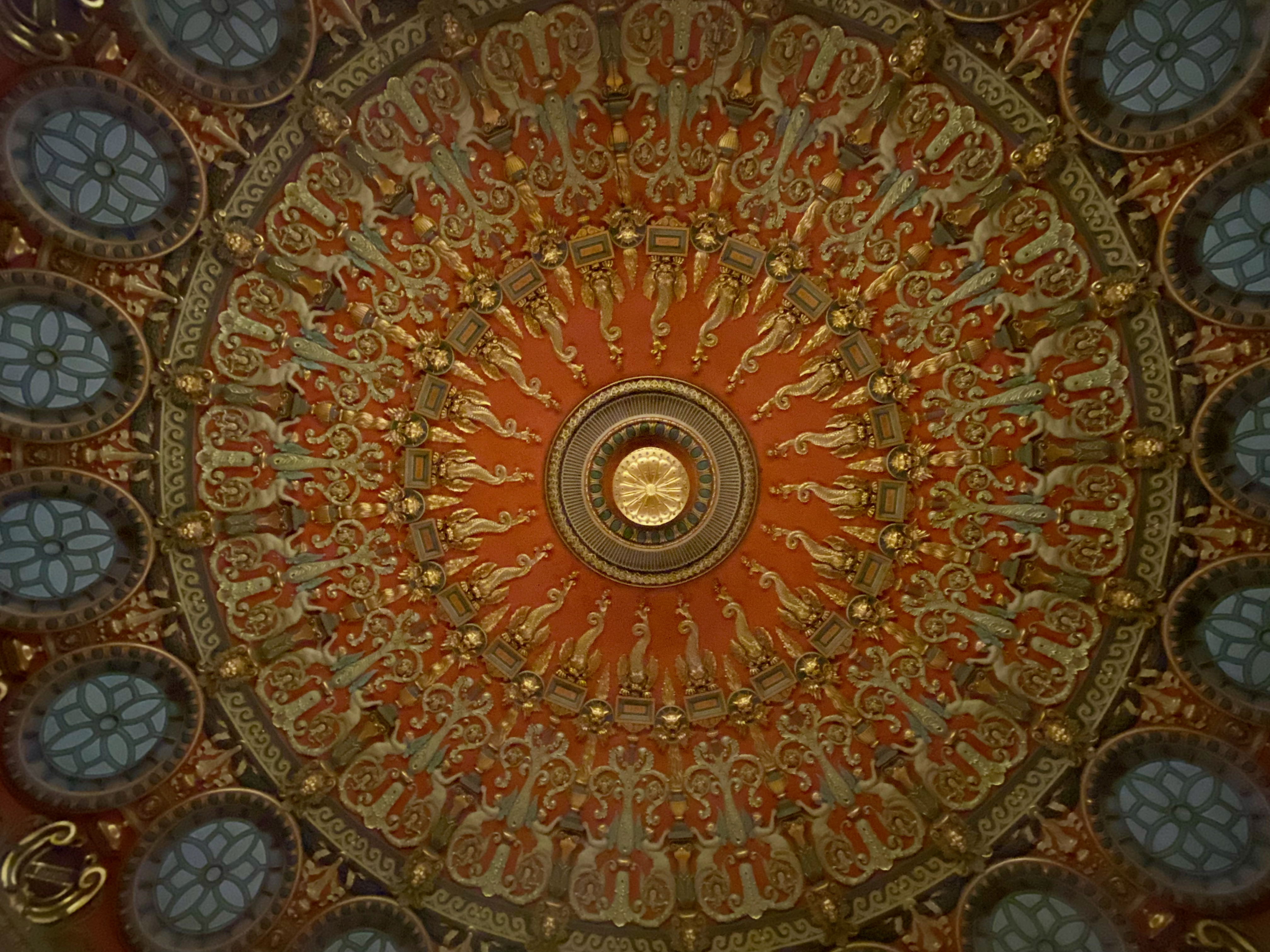
Sostre

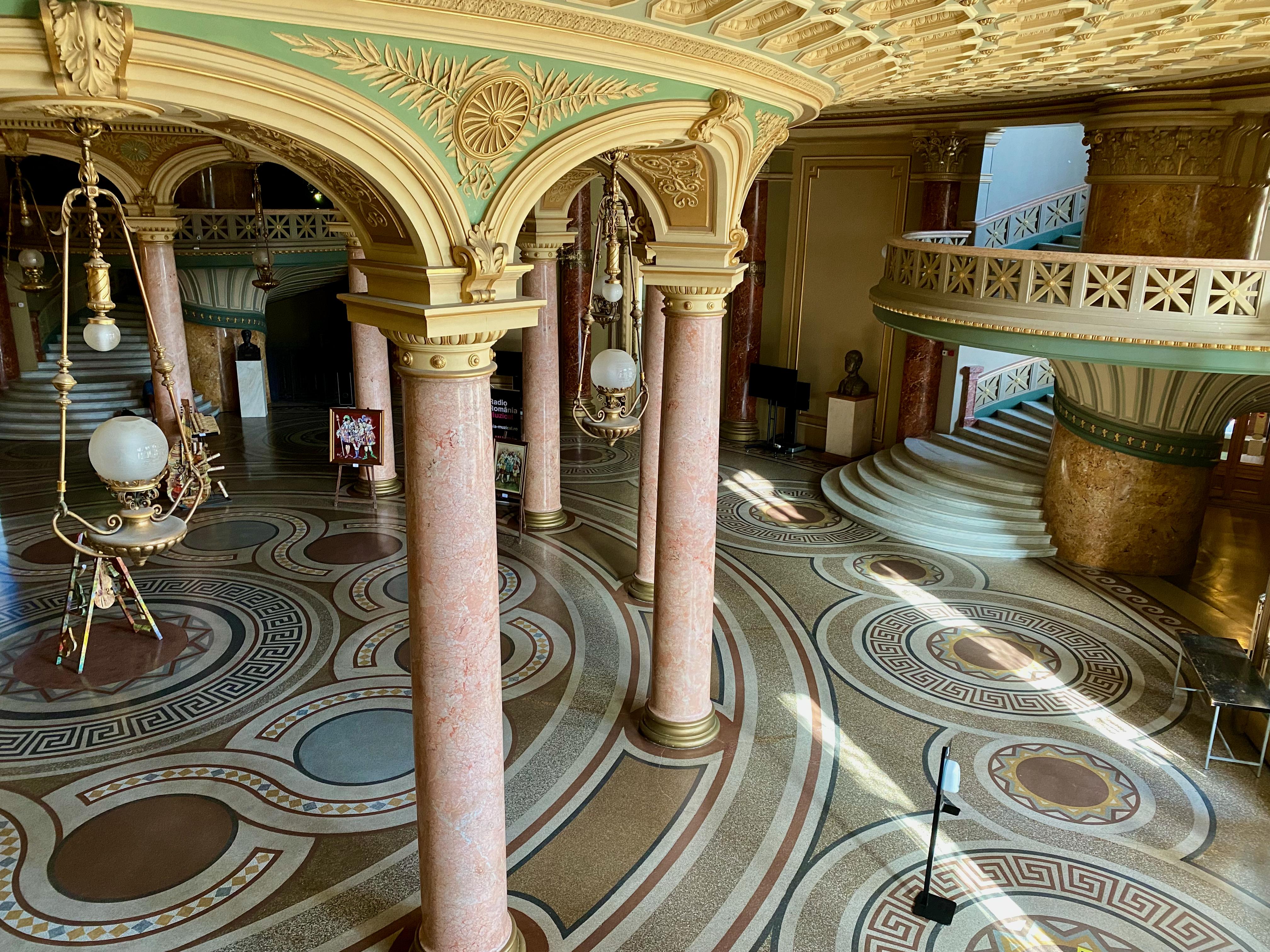
Vestívul

El 1865, personalitats culturals i científiques com Constantin Esarcu, VA Urechia i Nicolae Crețulescu van fundar la Societat Cultural de l'Ateneu Romanès. Per complir els seus propòsits, s'aixecava a Bucarest l'Ateneu Romanès, un edifici dedicat a l'art i la ciència.
L'edifici va ser dissenyat per l'arquitecte francès Albert Galleron, construït en una finca que havia pertangut a la família Văcărescu i inaugurada el 1888, encara que les obres van continuar fins al 1897. Una part dels fons per a la construcció es van recaptar mitjançant subscripció pública en un esforç de 28 anys, del qual encara es recorda avui el lema: "Dona un leu per l'Ateneu!" (romanès "Dați un leu pentru Ateneu!").
El 29 de desembre de 1919, l'Ateneu va ser el lloc de la conferència dels principals dirigents romanesos que van votar per ratificar la unificació de Bessaràbia, Transsilvània i Bucovina amb l'⁣Antic Imperi Romanès per constituir la Gran Romania (en romanès România Mare).
L'any 1992 una empresa constructora romanesa i el pintor de restauració Silviu Petrescu van dur a terme un extens treball de reconstrucció i restauració, salvant l'edifici de l'enfonsament. Els nou milions d'euros necessaris van ser aportats a parts iguals pel govern i el Banc de Desenvolupament del Consell d'Europa.

## Edifici i instal·lacions

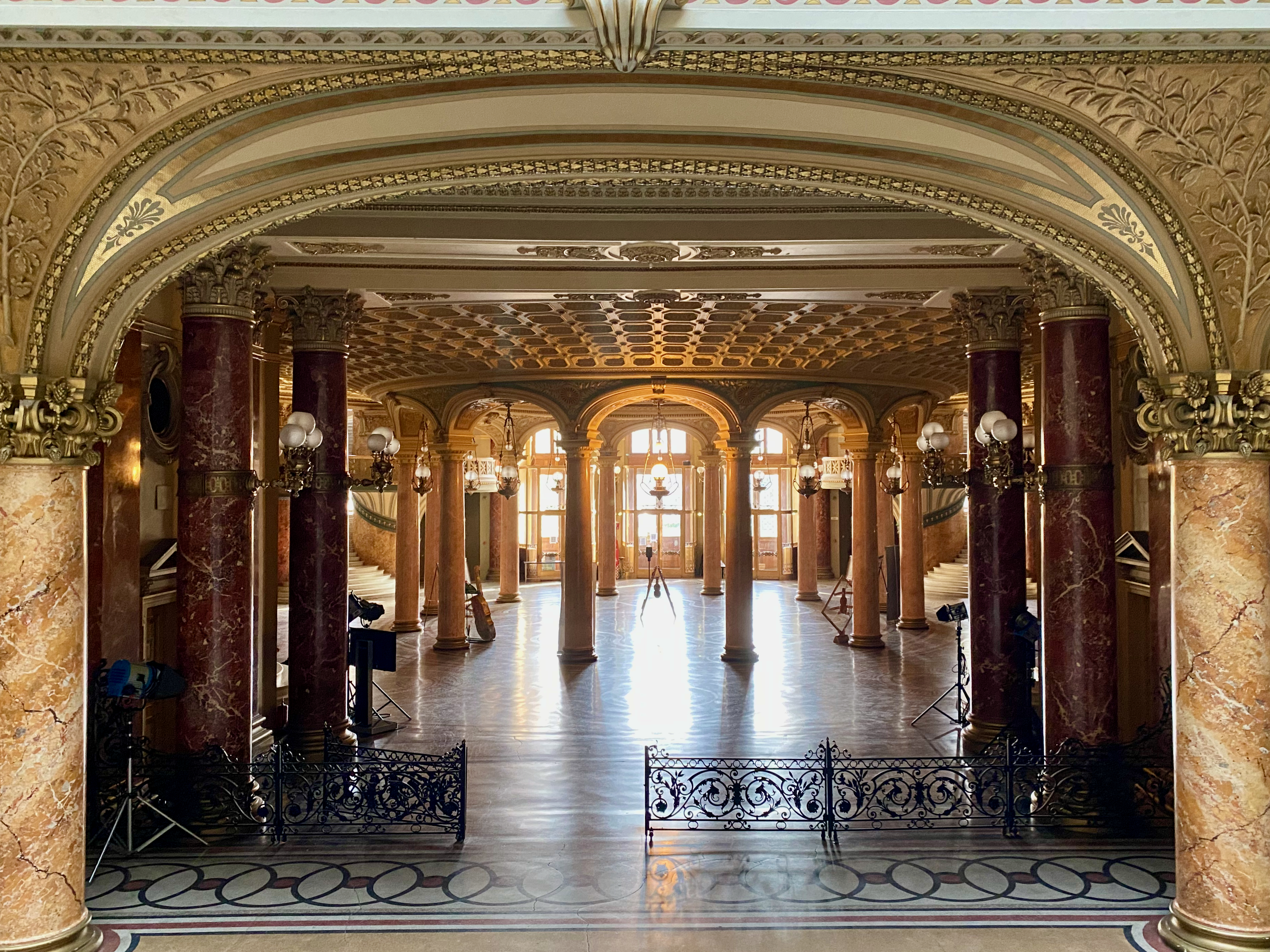
Entrada

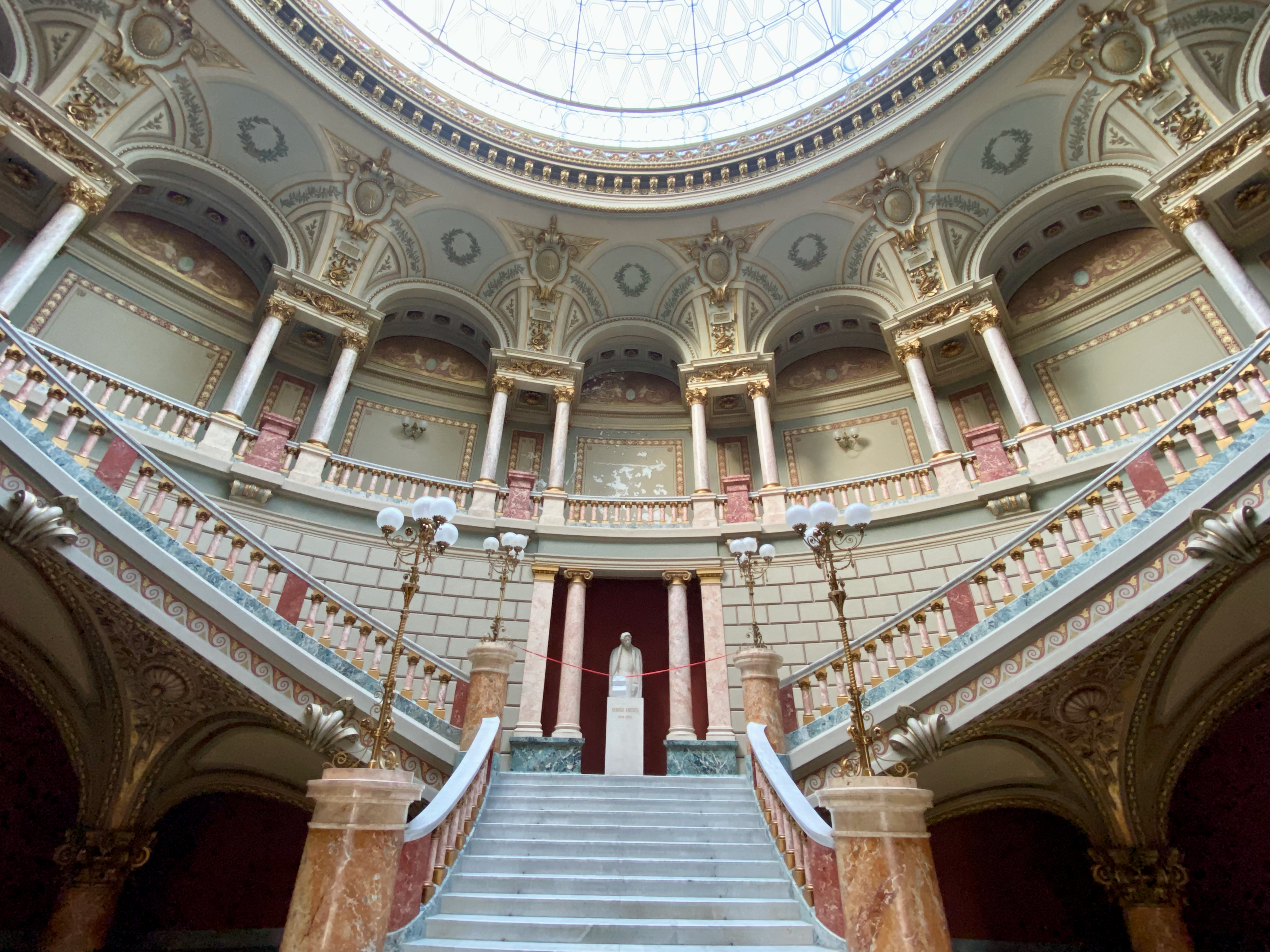
Escalinata

L'estil general és neoclàssic, amb alguns tocs més romàntics. Davant de l'edifici hi ha un petit parc i una estàtua del poeta romanès Mihai Eminescu.
A l'interior, la planta baixa acull una sala de conferències ornamentada tan gran com l'auditori superior; a l'auditori hi ha 600 seients a platea, i la resta es distribueixen en 52 llotges.
Un fresc de 75 per 3 m de Costin Petrescu decora l'interior de la paret circular de la sala de concerts. Pintada amb la tècnica al fresc, la peça representa els moments més importants de la història romanesa, començant amb la conquesta de Dàcia per l'emperador romà Trajà i acabant amb la realització de la Gran Romania el 1918.
Reconegut com un símbol de la cultura romanesa, l'edifici va ser inscrit l'any 2007 a la llista del Segell de Patrimoni Europeu.